# 圣欧班 (洛特-加龙省)
圣欧班（法語：Saint-Aubin，法語發音：[sɛ̃.t‿obɛ̃] ⓘ）是法国洛特-加龙省的一个市镇，位于该省东北部，属于洛特河畔新城区。

## 地理
圣欧班（44°28'34"N, 0°51'9"E）面积18.51 平方千米，位于法国新阿基坦大区洛特-加龍省，该省份为法国西南部内陆省份，北起多爾多涅省，西接吉倫特省和朗德省，南至热尔省，东临塔恩-加龙省和洛特省。
与圣欧班接壤的市镇（或旧市镇、城区）包括：拉科萨德、蒙塞居尔、莱兹河畔萨维尼亚克、特朗泰勒、洛特河畔新城。

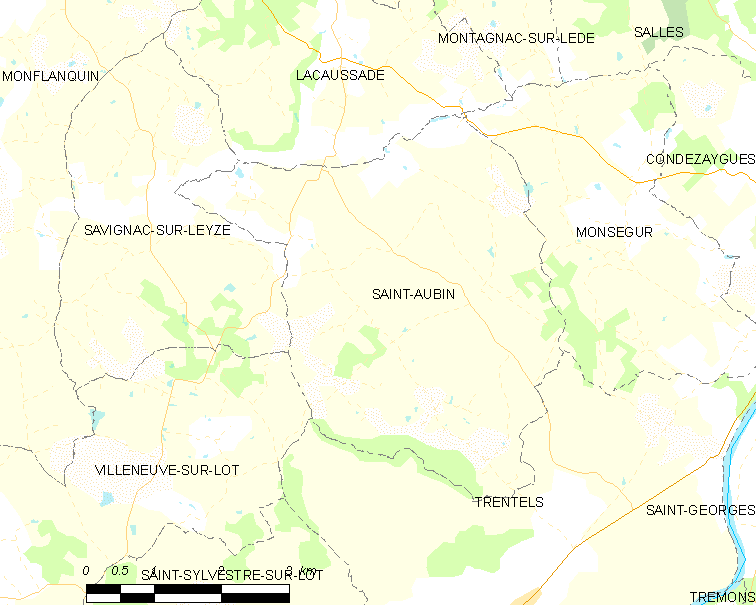
的OSM定位图

圣欧班的时区为UTC+01:00、UTC+02:00（夏令时）。

## 行政
圣欧班的邮政编码为47150，INSEE市镇编码为47230。

## 政治
圣欧班所属的省级选区为上阿日奈-佩里戈尔县。

## 人口

1962-2008年间人口变化图示

圣欧班于2022年1月1日时的人口数量为389人。